# FIFA 97
FIFA 97 – komputerowa gra sportowa o tematyce piłki nożnej, stworzona przez EA Sports. Tym razem zamiast płaskich bitmap zawodników stworzono w pełni trójwymiarowych piłkarzy. Stworzono rozgrywki ligowe, w których biorą udział drużyny z 11 krajów. Zadebiutowały rozgrywki w hali. Podczas grania można posłuchać komentarzy trzech komentatorów: Johna Motsona, Andy'ego Graya i Desa Lynmana. Można było też zagrać w trybie wieloosobowym, w którym mogło wziąć udział nawet 20 osób.